# Danyang–Kunshan-brug
De Danyang–Kunshan-brug (Chinees: 丹昆特大橋 / 丹昆特大桥, Hanyu pinyin: Dānyáng-Kūnshān dà qiáo) is een 164,8 km lang spoorwegviaduct, onderdeel van de hogesnelheidslijn Peking-Shanghai, gelegen in de Chinese provincie Jiangsu. Het is daarmee de langste brug ter wereld.
Het viaduct bevindt zich tussen Shanghai en Nanjing, in het gebied van de delta van de Yangtze, ten zuiden van de Blauwe rivier, er parallel mee lopend in een schommelende afstand van 9 tot 90 km tussen rivier en de grote brug. Het viaduct overspant ook over een afstand van 9 kilometer het Yangchengmeer. De Danyang-Kunshan-brug doorsnijdt het noorden van Danyang, Changzhou, Wuxi, Suzhou en Kunshan. De constructie van het bouwwerk vergde over de bouwperiode van vier jaar (2006 - 2010) de inzet van 10.000 arbeiders.

## Afbeeldingen

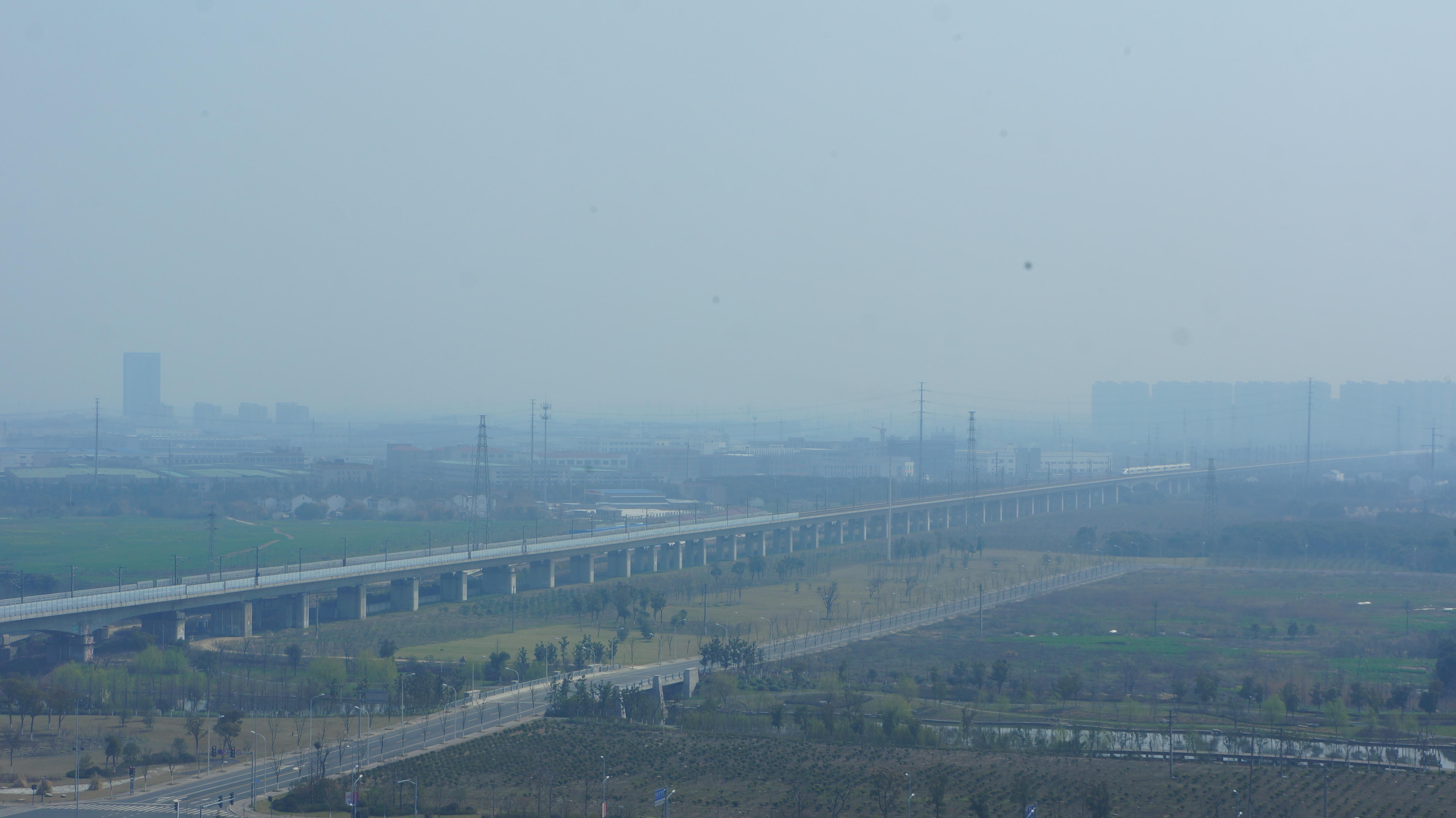
Danyang–Kunshan-brug